# Tmarus cinereus
Tmarus cinereus là một loài nhện trong họ Thomisidae.
Loài này thuộc chi Tmarus. Tmarus cinereus được Cândido Firmino de Mello-Leitão miêu tả năm 1929.